# Ото VIII фон Орламюнде
Ото VIII/IX фон Орламюнде (на немски: Otto VIII/IX von Orlamünde; † ок. 30 март 1460) граф на Орламюнде, господар на Грефентал в Тюрингия и Лихтентане в Саксония.
Той е най-малкият син на граф Ото VII фон Орламюнде-Лауенщайн, господар на Лауенщайн, Лихтенберг, Магдала, Грефентал и Шауенфорст. († 1404/1405) и съпругата му Луитгард фон Гера († 1399/1415), дъщеря на фогт Хайнрих V фон Гера († 1377) и Мехтилд фон Кефернбург († 1375/1376). Внук е на граф Фридрих II фон Орламюнде-Лауенщайн († 1368) и София фон Шварцбург-Бланкенбург († 1392), дъщеря на германския крал Гюнтер XXI фон Шварцбург-Бланкенбург († 1349).
Брат е на граф Вилхелм I фон Орламюнде, господар на Лауенщайн-Шаунфорст († 1450/1460), и на Зигисмунд, господар на Лихтенберг-Магдала († 1447).
Ото VIII/IX получава 1414 г. Грефентал след подялба на наследството и живее там до 1424 г. През 1426 г. той продава двореца на херцог Фридрих I Саксонски. След това той живее в Лихтентане и в дворец Байхлинген, собственост на починалата му съпруга Агнес фон Байхлинген.

## Фамилия
Ото VIII фон Орламюнде се жени сл. 1415 г. за Агнес фон Байхлинген († сл. 1422), вдовица на Хайнрих фон Бланкенхайн († сл. 1415), дъщеря на граф Хайнрих IV фон Байхлинген († 1386) и графиня София фон Регенщайн, дъщеря на граф Бернхард I фон Регенщайн († сл. 1368). Те имат един син:
- Фридрих VII фон Ваймар-Орламюнде († сл. 1440)